# I Don't Want to Be
«I Don't Want to Be» es una canción interpretada por el cantante estadounidense Gavin DeGraw. En 2004, la canción fue lanzada como el primer sencillo de su álbum debut, Chariot.
La canción es conocida por ser el tema principal de las cuatro primeras temporadas de la serie One Tree Hill. El sencillo alcanzó el puesto 10 en las listas de popularidad de los Estados Unidos y obtuvo una certificación doble platino, después de haber vendido más de dos millones de descargas legales.

## Listado de canciones
1. «I Don't Want to Be» (versión del álbum)
2. «I Don't Want to Be» (versión Stripped)
3. «Just Friends» (versión del álbum)
4. «I Don't Want to Be» (video)

## Listas de popularidad
| Lista (2004)                      | Posición más alta |
| --------------------------------- | ----------------- |
| Australian Singles Chart          | 19                |
| Billboard Hot 100                 | 10                |
| Billboard Hot Adult Top 40 Tracks | 9                 |
| Billboard Pop 100                 | 3                 |
| Irish Singles Chart               | 25                |
| Nederlandse Top 40 (Países Bajos) | 9                 |
| New Zealand Singles Chart         | 30                |
| Sverigetopplistan (Suecia)        | 15                |
| UK Singles Chart                  | 38                |
| VG-lista (Noruega)                | 6                 |